# Middenhandsbeen
De middenhandsbeenderen, middelhandsbeenderen of ossa metacarpii zijn de beenderen die in de handpalm de verbinding van de handwortelbeenderen met de vingers maken. Samen worden zij de middenhand genoemd. Vergelijkbaar met de middenhandsbeenderen zijn in de voet de middenvoetsbeenbeenderen of ossa metatarsii.
De middenhandsbeenderen zijn:
- os metacarpii I[2] of eerste middenhandsbeen
- os metacarpii II[2] of tweede middenhandsbeen
- os metacarpii III[2] of derde middenhandsbeen
- os metacarpii IV[2] of vierde middenhandsbeen
- os metacarpii V[2] of vijfde middenhandsbeen

De Griekse arts Galenus noemde de middenhand μετακάρπιον, metakárpion. In het Latijn sluit metacarpium en niet metacarpus het beste aan bij deze Oudgriekse vorm. Als bijvoeglijk naamwoord van metacarpium komt men in het anatomische Latijn zowel metacarpius, metacarpicus, metacarpiaeus, metacarpeus, metacarpianus als metacarpalis tegen. De vorm metacarpius zou het meest overeenkomen met de latere, Griekse vorm μετακάρπιος, metakárpios. De vorm metacarpalis, zoals in ossa metacarpalia is een samenstelling uit een Latijn en Grieks deel. Het gebruik ervan wordt door sommigen afgeraden.
Bij de andere zoogdieren dan de mens wordt van een soortgelijke indeling, met soortgelijke nummering, uitgegaan. Alleen de vleeseters onder de huisdieren bezitten behalve de mens alle vijf de middenhandsbeenderen. De ossa metacarpii III en IV zijn het  langst. Bij varkens ontbreekt het os metacarpii I, De ossa metacarpii I et II zijn volledig afwezig bij de herkauwers, terwijl van het os metacarpii V alleen als klein beenplaatje aanwezig is. Bij het paard zijn de ossa metacarpii I et V volledig afwezig. Het os metacarpii III is vervolgens het hoofdmiddenhandsbeen, met de ossa metacarpii II et IV als griffelbeentje ertegenaan.
schedel · wervelkolom · borstkas · borstbeen · schoudergordel · arm · bekkengordel · been

bot · gewricht · botten van de mens · schaambeen